# Plega
Plega (лат.) — род хищных сетчатокрылых насекомых из подсемейства Symphrasinae (Rhachiberothidae, ранее в мантиспид). Новый Свет. Известно около 30 видов.

## Распространение
Новый Свет: Северная, Центральная и Южная Америка. Встречаются от США и далее на юг до Боливии и Бразилии.

## Описание
От близких родов отличается предбедренным суббазальным шипиком, базальным тарзомером протарзуса, имеющим ланцетовидный выступ и почти равными длиной и высотой пронотума. Крыло с вытянутым птеростигмальным пятном. Род был впервые выделен в 1927 году испанским энтомологом Л. Навасом (Longinos Navás, 1858—1938). Имаго ассоциированы с жуками (из семейства Scarabaeidae), бабочками (Noctuidae), двукрылыми (Asilidae), перепончатокрылыми (Anthophoridae, Megachilidae, Sphecidae, Eumeninae). Род включают в состав подсемейства Symphrasinae.

## Классификация
Известно 28 видов, из которых 14 описаны в 2024 году.
- Plega acevedoi Ardila-Camacho & Contreras-Ramos, 2024 (Мексика)[4]
- Plega banksi Rehn, 1939[5] (Мексика, США)
- Plega bowlesi Ardila-Camacho & Contreras-Ramos, 2024 (Эквадор)[4]
- Plega dactylota Rehn, 1939[5] (Мексика, США)
  - = Plega fratercula Rehn, 1939[5]
- Plega disrupta Ardila-Camacho & Contreras-Ramos, 2024 (Мексика)[4]
- Plega drepanicoides Ardila-Camacho & Contreras-Ramos, 2024 (Мексика)[4]
- Plega duckei Penny, 1983 (1982) (Бразилия)
- Plega fasciatella (Westwood, 1867)[6] с 2018 в → Anchieta fasciatellus
- Plega flammata Ardila-Camacho & Contreras-Ramos, 2024 (Мексика)[4]
- Plega fumosa Linsley & MacSwain, 1955[7]
- Plega hagenella (Westwood, 1867) (Бразилия, Венесуэла, Гайана, Колумбия, Коста-Рика, Мексика, Никарагуа, Панама, Тринидад и Тобаго, Французская Гвиана, Эквадор)[4]
  - = Plega beardi Penny, 1983 (1982)[8]
  - =Plega melitomae Linsley & MacSwain, 1955
- Plega insolita Ardila-Camacho & Contreras-Ramos, 2024 (Мексика)[4]
- Plega lachesis Ardila-Camacho & Contreras-Ramos, 2024 (Гватемала)[4]
- Plega longicornis Ardila-Camacho & Contreras-Ramos, 2024 (Мексика)[4]
- Plega megaptera Ardila-Camacho & Contreras-Ramos, 2024 (Мексика)[4]
- Plega mixteca Ardila et al., 2019 (Гватемала, Мексика)
- Plega obtusa Ardila-Camacho & Contreras-Ramos, 2024 (Мексика, США)[4]
- Plega oswaldi Ardila-Camacho & Contreras-Ramos, 2024 (Мексика)[4]
- Plega paraensis Penny, 1983 (1982) (Бразилия)
- Plega pseudohagenella Ardila-Camacho & Contreras-Ramos, 2024 (Коста-Рика, Гватемала)[4]
- Plega radicaudata Ardila-Camacho & Contreras-Ramos, 2024 (Боливия, Перу)[4]
- Plega signata (Hagen, 1877) (Мексика, США)
- Plega sonorae Ardila et al., 2019 (Мексика, США)
- Plega spinosa Ardila et al., 2019 (Мексика)
- Plega stangei Ardila et al., 2019 (Мексика)
- Plega signata (Hagen, 1877)[9] (Мексика, США)
- Plega vangiersbergenae Ardila-Camacho, 2024 (Гватемала, Мексика)[4]
- Plega variegata Navás, [1928][10] (Мексика)
- Plega yucatanae Parker & Stange, 1965[11] (Гватемала, Гондурас, Мексика)
- Plega zikani Navás, 1936[12] (Бразилия)